# Našice
Našice (Hongaars: Nekcse; Duits: Naschitz; Servisch: Нашице) is een stad in de Kroatische provincie Osijek-Baranja.
Našice telt 17.320 inwoners.

## Geboren
- Dunja Rajter (1946), zangeres en actrice
- Pavle Jurina (1954-2011), handballer
- Danijel Pranjić (1981), voetballer

Steden (gradovi): Osijek · Beli Manastir · Belišće · Donji Miholjac · Đakovo · Našice · Valpovo

Gemeenten (općine): Antunovac · Bilje · Bizovac · Čeminac · Čepin · Darda · Donja Motičina · Draž · Drenje · Đurđenovac · Erdut · Ernestinovo · Feričanci · Gorjani · Jagodnjak · Kneževi Vinogradi · Koška · Levanjska Varoš · Magadenovac · Marijanci · Petlovac · Petrijevci · Podgorač · Podravska Moslavina · Popovac · Punitovci · Satnica Đakovačka · Semeljci · Strizivojna · Šodolovci · Trnava · Viljevo · Viškovci · Vladislavci · Vuka